# 神奈川県立茅ケ崎北陵高等学校
神奈川県立茅ケ崎北陵高等学校（かながわけんりつ ちがさきほくりょう こうとうがっこう）は、神奈川県茅ヶ崎市下寺尾に所在する公立の高等学校。1963年（昭和38年）に設置された。高等学校の略称は北陵（ほくりょう）。

## 概観
丘陵の上に位置し、のどかな風景を望める立地である。校舎の建替えが計画されていたが、工事に先立ち2002年（平成14年）に実施された埋蔵文化財の発掘調査で、古代の官衙（相模国高座郡の郡衙）等を含む遺跡が発見され（下寺尾官衙遺跡群）、計画は中止された。2009年（平成21年）には従来からの校舎の基礎を利用した新校舎建設補強工事が進められる計画で体育以外の授業は仮校舎で行われていたが、2014年（平成26年）に校舎の建て替えを正式に断念し、旧校舎の取り壊しが行われた。現在地から茅ヶ崎市以外の近隣地も含めた移転場所が選定される予定である。なお下寺尾官衙遺跡群は、2015年（平成27年）3月10日に国の史跡に指定された。
サッカー部、ソフトテニス部、女子バスケットボール部は県内でも強豪で、関東大会や全国大会に出場経験を持つ。北陵の「応援旗」には18回生の野口聡一が携え宇宙を飛行したのでNASAの「飛行証明」がある。

## 設置学科
- 普通科

## 沿革
- 1963年（昭和38年）10月16日 - 神奈川県立茅ケ崎北陵高等学校設立[3]。全日制課程、普通科設置。
- 1964年（昭和39年）4月5日 - 全日制課程、普通科の高等学校として第1回入学式挙行[5]。
- 1964年（昭和39年）5月28日 - 開校式挙行。
- 1966年（昭和41年）5月20日 - 校歌制定。
- 1966年（昭和41年）8月20日 - 校旗制定。
- 2002年（平成14年） - 校舎の建替えが計画されていたが、発掘調査で古代高座郡の役所である高座郡衙等の遺跡が発見され（下寺尾官衙遺跡群）、計画は中止された[3][6][7]。
- 2006年（平成18年）4月 - 臨時新校舎へ移転[3]。
- 2013年（平成25年） - 遺跡を傷つけないため校舎の基礎上に木造校舎を建てる計画を打ち出すがこれも中止となる[3]。
- 2016年（平成28年）6月29日 - 茅ヶ崎市議会の第2回定例会では市外を含めて早急に新築・移転することを神奈川県に求める請願を採択したが高校の名称にふさわしい場所や茅ヶ崎市内の場所への移転を推進すべきだという意見もだされた[3]。

## 進学実績
2021年度の大学合格者数は、国立大学が20名、公立大学が12名、慶應義塾大学が2名、早稲田大学が13名、明治大学が42名などである。

## 基礎データ

### 所在地
- 旧校舎敷地（グラウンド、体育館、テニスコート、武道場） 所在地
  - 神奈川県茅ヶ崎市下寺尾515番地[1]北緯35度21分49.6秒 東経139度23分53.1秒
- 臨時校舎 所在地
  - 神奈川県茅ヶ崎市下寺尾128番地[2]北緯35度21分43.5秒 東経139度23分51.1秒

### 通学区域
茅ヶ崎市、平塚市、寒川町、藤沢市から通う生徒が多い。
自転車通学をする生徒が多く、全生徒分の駐輪場が確保されている。

### アクセス
鉄道
- JR相模線香川駅から徒歩で約12分。
- JR相模線寒川駅から徒歩で約15分。

バス
- 茅ケ崎駅北口2番乗り場より神奈川中央交通「茅19・茅82」で「北陵高校入口」バス停下車。
- 香川駅よりえぼし号新芹沢コースで「北陵高校入口」バス停下車。

### 校歌
作詞は清水脩、作曲は加藤寿雄・村田邦夫によるもの。

## 学校行事
- 体育祭 - 毎年6月に開催[9][10]。
- 北陵祭（文化祭）- 毎年9月に開催[9][10]。
- 球技大会 - 毎年11月に開催[9]。
- マラソン大会 - 毎年2月に平塚市総合公園で開催[9]。以前は、茅ヶ崎市中海岸付近の海岸で開催されていた。
- 合唱コンクール - 毎年3月に茅ヶ崎市民文化会館で開催[9]。
- 北陵・鶴嶺交流戦 - 神奈川県立鶴嶺高等学校と部活動対抗で毎年開催される[9]。

## 部活動
部活動の主要な出典は公式サイト。

### 運動部
- 野球部
- ソフトテニス部
- 剣道部
- 卓球部
- 女子バレーボール部
- 男女バスケットボール部
- サッカー部
- 男女ハンドボール部
- 陸上競技部
- ワンダーフォーゲル部
- 男女ダンス部
- バドミントン部
- 男女テニス部
- 応援委員会

### 文化部
- 写真部
- 天文部
- 吹奏楽部
- 美術部
- 物理部
- コーラス部
- JRC部
- 広報委員会
- 茶道部
- 演劇部
- 華道部
- 軽音楽部
- 漫画研究部
- 棋道部
- 放送委員会

## 著名な出身者
- 上杉謙太郎[12]（政治家、衆議院議員）
- 木村俊雄[13]（政治家、寒川町長）
- 小林稔（自動車写真家）
- 齋藤麻未（女子バスケットボール選手）
- 佐川光晴[14]（作家）
- 関真也[15]（弁護士）
- 徳田章[16]（元NHKアナウンサー）
- 中澤系[17]（歌人）
- 鳴神響一[18]（小説家）
- 根本雄伯[17]（ホルン奏者、作曲家、指揮者）
- 野口聡一[19][20]（元宇宙飛行士）
- 藤井南美[21]（気象予報士）
- 藤田安澄[22]（フットサル選手）
- 別府匠[23]（自転車プロロードレース選手、愛三工業レーシング監督）
- 深井夢[24]（女子バスケットボール選手）
- 三澤拓哉[18]（映画監督）
- ミマス[25]（歌手、作曲家）
- ヨシタケシンスケ（イラストレーター）
- 清水雅彦（憲法学者）
- 黒岩健一郎（経営学者）
- 中川通成（TBSテレビコンテンツ制作局制作開発部長）
- 日暮泰文（音楽評論家）
- アキコ・グレース（ジャズ・ピアニスト）
- 清水友美（アーティスト）